# خزانه بخارایی
خزانه بخارایی یکی از محله‌های جنوبی شهر تهران و از محله‌های منطقهٔ ۱۶ شهرداری تهران است. این محله از شمال به بزرگراه بعثت، از جنوب به خیابان شوش، از شرق به محله نازی‌آباد و از غرب به بزرگراه نواب صفوی محدود می‌شود.

## پیشینه
نام «خزانه» از گذشته در منابع محلی دیده شده و به منطقه‌ای در جنوب تهران اطلاق می‌شده است. واژهٔ «بخارایی» پس از شهادت محمد بخارایی، یکی از اعضای گروه فداییان اسلام، به نام محله افزوده شد تا یاد و خاطرهٔ این شهید گرامی داشته شود.

## جمعیت و بافت اجتماعی
خزانه بخارایی یکی از مناطق پرجمعیت تهران به‌شمار می‌رود. ترکیب جمعیتی این محله عمدتاً از اقوام مختلف ایرانی تشکیل شده‌است. فضای فرهنگی و اجتماعی آن متأثر از سنت‌های جنوب شهر تهران است. مراسم مذهبی، فعالیت‌های خیریه و بازارچه‌های محلی در این منطقه رواج دارد.

## دسترسی
این محله از نظر دسترسی شهری در موقعیت مناسبی قرار دارد. ایستگاه مترو خزانه (واقع در خط ۱ مترو تهران) و همچنین دسترسی به بزرگراه بعثت و بزرگراه نواب صفوی، امکان تردد آسان به سایر مناطق پایتخت را فراهم کرده‌اند.

## معماری و نوسازی
بافت ساختمانی خزانه بخارایی عمدتاً قدیمی و سنتی است، اما در سال‌های اخیر پروژه‌هایی برای نوسازی و بهسازی فضای شهری در این محله اجرا شده‌است. برخی از خیابان‌ها و کوچه‌های آن هنوز بافت سنتی خود را حفظ کرده‌اند.

## چهره‌های شناخته‌شده
این محله زادگاه یا محل رشد تعدادی از چهره‌های ورزشی و فرهنگی، به‌ویژه در حوزه فوتبال، بوده‌است. همچنین برنامه‌نویسان و فعالان حوزه فناوری اطلاعات نیز در این محله زندگی و فعالیت می‌کنند.